# 東コート

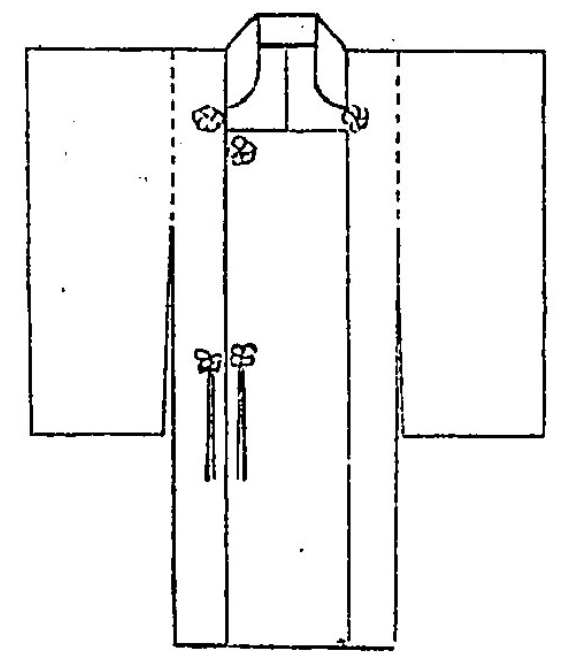
あずまコート

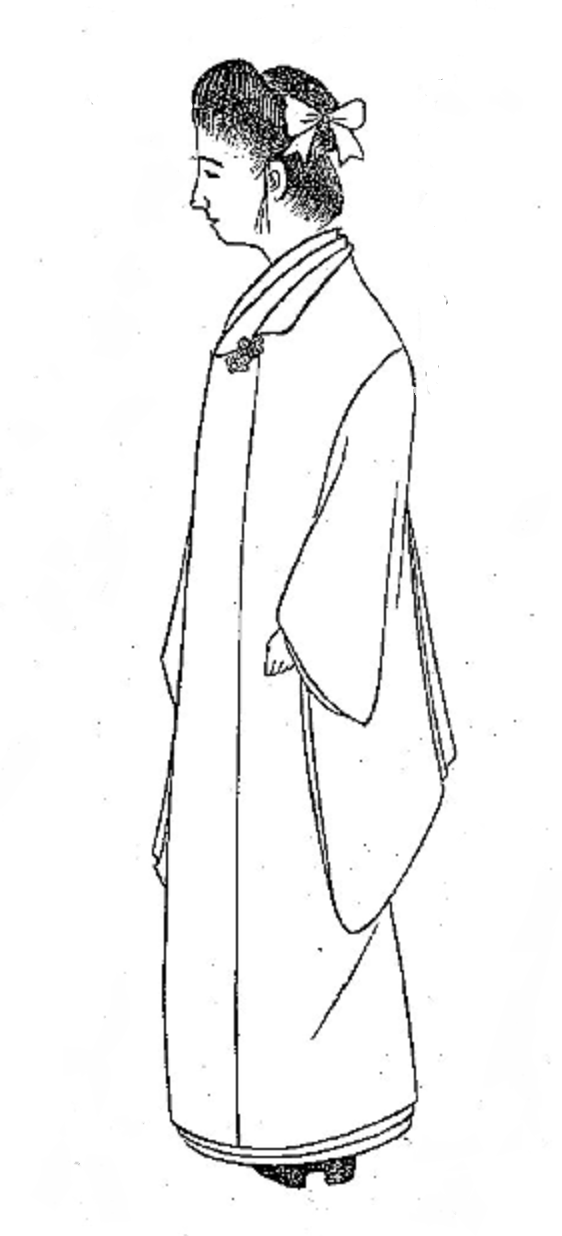
着用図

東コート（あずまコート、吾妻コート）とは、婦人用の和服用コートのこと。

## 概要
洋装のコートと同じく、雨や雪で和服を汚さないようにするためと防寒に用いる。
形状は被布に似ているが、丈が長く、足首まであるものが多い。
材質は、防寒を目的としたものはラシャ、セル、ツイードなどの毛織物が多く、毛皮で作られることもある。
夏場は透ける素材やサテンを防水加工したものが用いられる。
1886年に、東京の白木屋(現東急百貨店)の洋服部が創案し、「東コート」の名で売り出した。まだ専売特許制度がなかったため、後に他店が模倣し「吾妻コート」の名で販売した。明治２６年頃から流行し、その後も大正時代まで何度か流行を繰り返した。当初は黒や紺のラシャ地で作成された高価なものだったが、その後、安価なものや絹地で作られた贅沢なものも登場した。

## 着用例

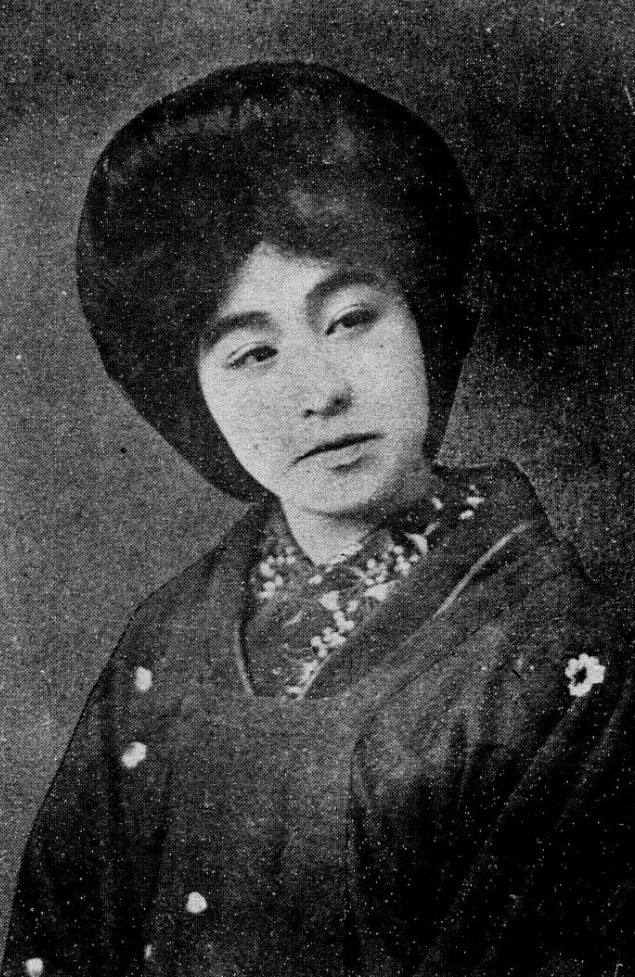
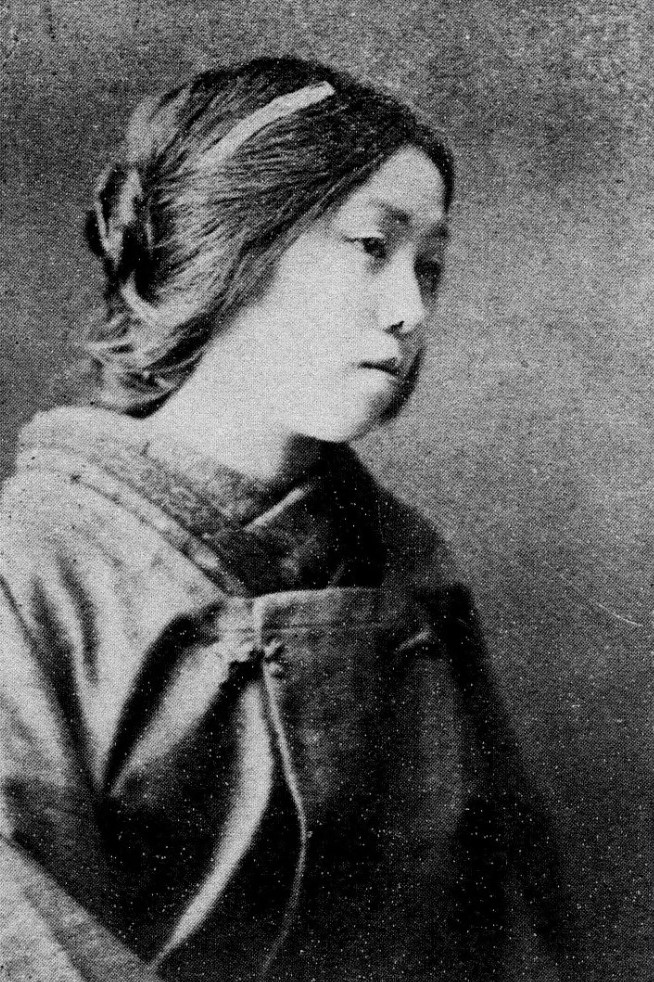
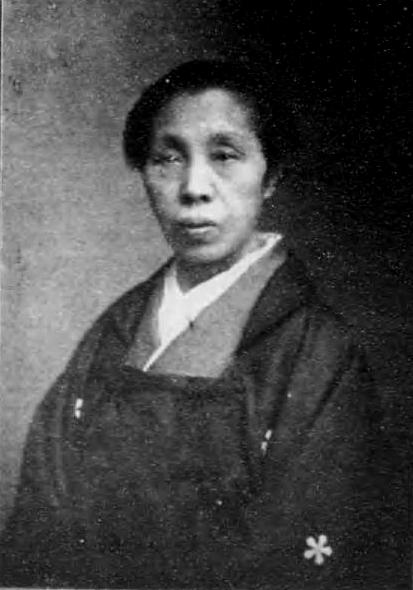